# Myles Rowe
Myles Rowe (Powder Springs, 19 de junho de 2000) é um automobilista norte-americano. Atualmente compete na Indy NXT, estreando pela equipe HMD Motorsports depois de sagrar-se campeão da USF Pro 2000 em 2023. Em 2025, disputará a temporada pela Abel Motorsports, também em parceria com a Force Indy.

## Carreira
Tendo iniciado a carreira no kart, Rowe disputou a Lucas Oil Formula Car Race Series entre 2017 e 2018 e ficou 2 anos sem poder competir. Em 2021, regressou ao automobilismo com a criação da equipe Force Indy, que disputaria a temporada da USF2000 Championship, conquistando sua primeira vitória na etapa de Nova Jersey e sendo o primeiro afro-americano a vencer na categoria. Ele terminou o campeonato em 13º lugar, com 137 pontos. Mesmo com a promoção da Pabst para a Indy Lights (atual Indy NXT), Rowe terminou ficando sem a vaga.
Sem conseguir um orçamento para disputar a temporada completa de 2022, Rowe lançou uma campanha de arrecadação de fundos para garantir patrocínio, tendo recebido 200 mil dólares que rendeu um contrato com a Pabst Racing, rendendo a ele sua participação na etapa de St. Petersburg, encerrando sua participação na corrida 1 após bater com Thomas Nepveu, mas reagiu com uma vitória na segunda corrida, além de vencer a prova 1 em Barber. Em maio, depois de ficar ameaçado de ficar sem correr, Rowe teve sua participação na temporada garantida após uma intervenção de Roger Penske, que o apoiava desde a USF2000, e fechou como vice-campeão, vencendo outras 3 corridas e obtendo 381 pontos.
Em 2023, Rowe permaneceu com a Pabst Racing, agora na USF Pro 2000, chegando a vencer 3 provas seguidas no início da temporada. Com um terceiro lugar na etapa de Toronto, conquistou o título com 391 pontos (65 de vantagem sobre o vice-campeão Kiko Porto), obtendo 9 pódios no total. Em setembro, foi anunciada a contratação de Rowe pela HMD Motorsports, em parceria com a Force Indy, para disputar a temporada 2024 da Indy NXT. Nesta última, seu melhor resultado foi um quarto lugar na etapa de Detroit, encerrando o campeonato em 11º com 285 pontos.
Em setembro do mesmo ano, foi contratado pela equipe Abel Motorsports, que também fez uma parceria com a Force Indy, para disputar a temporada 2025